# جيم وايت (لاعب كريكت)
جيم وايت (18 أكتوبر 1901 في أستراليا - 6 مارس 1964) (بالإنجليزية: Jim White)‏ هو لاعب كريكت أسترالي.

## وصلات خارجية
- جيم وايت (لاعب كريكت) على موقع إي آس بي آن كريك إنفو (الإنجليزية)